# Menandros (König)

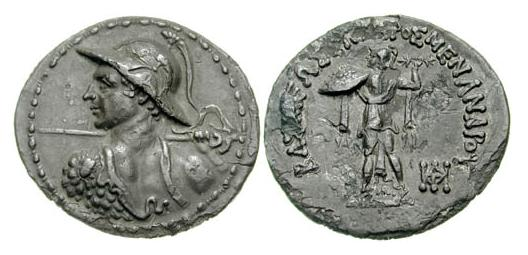
Tetradrachme mit Konferfei Menanders I.;
Av.: König Menander, einen Speer werfend; Rv.: Athena mit Blitz (Inschrift: BASILEOS SOTEROS MENANDROU, Des Königs Menander, des Retters)

Menandros I. (altgriechisch Μένανδρος Ménandros, auch Milinda oder latinisiert Menander) war ein indo-griechischer König eines Reiches im Nordwesten Indiens. Seine Geschichte steht im Kontext des Hellenismus, der Zeit nach dem Tod Alexanders des Großen. Er regierte im Zeitraum von etwa 165 v. Chr. bis 130 v. Chr., genaue Daten sind jedoch nicht bekannt.